# واوکس سور، سومه
وُو سور سُم (به فرانسوی: Vaux-sur-Somme) یک کُمون در فرانسه است که در Canton of Corbie واقع شده‌است.

## خصوصیات
وُو سور سُم ۵٫۱۸ کیلومترمربع مساحت و ۳۳۵ نفر جمعیت دارد و ۳۰ متر بالاتر از سطح دریا واقع شده‌است.